# إدي شين
إدي شين (بالإنجليزية: Eddie Shin)‏ هو ممثل أمريكي، ولد في 17 يوليو 1976 بشيكاغو في الولايات المتحدة.

## أعمال

### مسلسلات
- الرجل في القلعة العالية
- لوس أنجلوس
- بنات غيلمور
- بوشنغ ديزيز[2]
- كاسل

## وصلات خارجية
- إدي شين على موقع IMDb (الإنجليزية)
- إدي شين على موقع ألو سيني (الفرنسية)
- إدي شين على موقع أول موفي (الإنجليزية)
- إدي شين على موقع قاعدة بيانات الفيلم (الإنجليزية)